# Societat La Lliga
La Societat La Lliga és una obra eclèctica de Capellades (Anoia) inclosa a l'Inventari del Patrimoni Arquitectònic de Catalunya.

## Descripció
Construcció d'una planta, ràfec amb mènsules decorades amb elements vegetals i ràfec i terrat amb barana simulat. Presenta 3 finestres a la part frontal amb alguns esgrafiats i barana amb elements florals dins cercle. L'ingrés és lateral. Originalment aquest edifici era més gran, però una part es va enderrocar.
La façana també té tres elements treballats en ferro forjat, que segurament sostenien fanals per la llum.

## Història
Segona meitat segle xix.